# بابویه ترائوره
بابویه ترائوره (انگلیسی: Baboye Traoré؛ زادهٔ ۲۵ ژانویهٔ ۱۹۹۰) بازیکن فوتبال اهل فرانسه است.
از باشگاه‌هایی که در آن بازی کرده‌است می‌توان به باشگاه فوتبال پاریس اف سی اشاره کرد.